# Bibliothek des Von der Heydt-Museums
Die Bibliothek des Von der Heydt-Museums ist eine Kunstbibliothek im Verwaltungstrakt des Von der Heydt-Museums in Wuppertal. Während der Öffnungszeiten kann die Bibliothek über das 2. OG des Museums betreten werden. 
Als wissenschaftliche Arbeitsbibliothek und Informationszentrum steht sie unentgeltlich jedem Bürger zur Verfügung und dient im Besonderen Kunsthistorikern, Künstlern, Journalisten, Pädagogen, Schülern und Studenten. Ausleihen sind in der Präsenzbibliothek nicht vorgesehen, es kann vor Ort Einsicht in die Unterlagen genommen werden. Fachkundiges Personal steht beratend und helfend bereit. Daneben steht eine Leseecke zur Verfügung, neben der ausstellungsbezogene weiterführende Literatur bereit liegt.
Der Buchbestand umfasst rund 100.000 Bände und stellt damit die größte Kunstbuchsammlung des Bergischen Landes und eine der größten Kunstbibliotheken dar. Die systematische Aufstellung nach Sachgruppen ist leicht zugänglich; über den Besucher-PC unter Verwendung eines OPAC können die Werke schnell gefunden werden.
Der Sammlungsschwerpunkt liegt im Bereich der Künstlermonografien mit forschungsrelevanten Werkverzeichnissen sowie schwer beschaffbaren Dissertationen und Kleinschriften. Außer den Verlagspublikationen überregional bekannter Künstler sind auch unveröffentlichte Materialien („Graues Schrifttum“) zeitgenössischer oder regionaler Künstler vorhanden.
Lexika und Bibliografien sowie umfassende Themenliteratur aller Gattungen und Epochen der Kunstgeschichte sind ebenfalls hier zu finden. Museumsführer, Bestandskataloge, Ausstellungsbücher, Auktionskataloge und Zeitschriften sind zusammen mit CDs, DVDs und Videos als weitere Informationsquellen verfügbar.
Die Bibliothek verfügt über Datenbanken mit über 2700 Wuppertaler Künstlern und aller Ausstellungen des Museums seit 1902.
Die technische Ausrüstung umfasst Kopiergeräte, Laptopanschlüsse und W-Lan.

## Bestandsentwicklung
| Jahr | Bestand an Bänden |
| ---- | ----------------- |
| 1912 | 751               |
| 1922 | 2472              |
| 1929 | 3683              |
| 1952 | 4000              |
| 1959 | 5772              |
| 1995 | 45.000            |
| 2009 | 100.000           |
| 2015 | 105.500           |

## Geschichte
Bei Gründung des Städtischen Museums Elberfeld 1902, des späteren Von der Heydt-Museums, wurde eine Handbibliothek eingerichtet, welche den Mitarbeitern des Hauses diente. Ab 1912 stand die Bibliothek für die Öffentlichkeit zur Verfügung. Durch Kriegsbomben wurde die Bibliothek 1943 weitgehend zerstört. Nach einer Spende des Kunsthistorikers und ersten Museumsdirektors des Städtischen Museums Elberfeld Friedrich Fries, der dem Museum seine Privatbibliothek übereignete, hatte die Bibliothek 1952 erneut eine ansehnliche Sammlung, die 1960 wieder der Öffentlichkeit zur Verfügung stand. 1973 wurde in der Bibliothek die Freihandaufstellung eingeführt, nachdem es vorher nur ein Magazin und einen Lesesaal gab. Seit 1993 ist die Bibliothek Mitglied der Arbeitsgemeinschaft der Spezialbibliotheken (ASpB) des Deutschen Bibliotheksverbandes.
Seit 1961 war der Bestand kontinuierlich erweitert worden, zum Beispiel 1992 durch Übernahme von 8000 Bänden aus der Kunstbibliothek des Lackunternehmers Kurt Herberts und 2014 durch Ankauf von ca. 25.000 Bänden von Bazon Brock.